# Craspedodon
Craspedodon (лат.) — род птицетазовых динозавров из группы цератопсов, окаменелые остатки которого были обнаружены в позднемеловых отложениях формации Glauconie de Lonzée в Бельгии. Типовой и единственный вид — C. lonzeensis.

## Описание

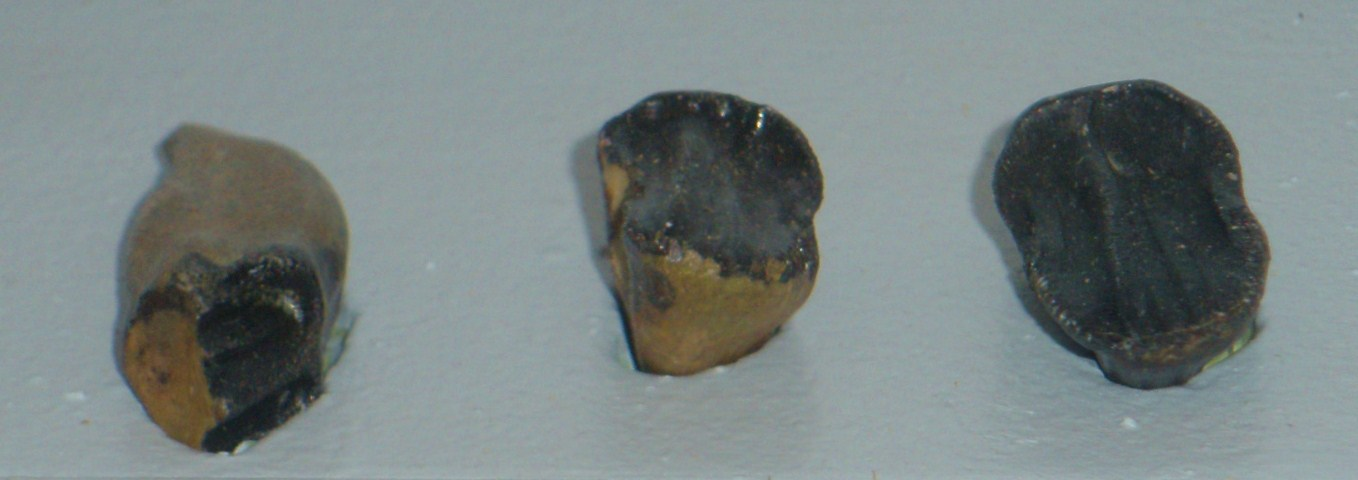
Единственные известные окаменелости Craspedodon: IRSN R 59 (слева), ISRNB R. 58 (посередине) and IRSN R 105 (справа)

Род описан по крайне фрагментарным находкам, представленым тремя неполными зубами. Голотип, образец IRSNB R. 58, состоящий из двух зубов, паратип, образец IRSN R 105, зуб, и дополнительный образец, IRSN R 59, зуб, были обнаружены в формации Глаукони де Лонзе в Бельгии. Вид Craspedodon lonzeensis был назван и описан Луи Долло в 1883 году.
Изначально зубы сравнивали с зубами игуанодона, и, из-за отсутствия каких-либо иных частей скелета, таксон приписывали к игуанодонтам. Род считается nomen dubium из-за низкой диагностичности материалов. 

## Классификация
Craspedodon долгое время считался игуанодонтом, но Godefroit & Lambert в работе 2007 года предположили, что на самом деле зубы принадлежали представителю клады Neoceratopsia, возможно, более близкому к Ceratopsoidea, чем к Protoceratopsidae. 
Если переидентификация верна, Craspedodon является первым неоцератопсом, известным из отложений Европы.